# 5e étape du Tour d'Espagne 2010
La 5e étape du Tour d'Espagne 2010 s'est déroulée le mercredi 1er septembre 2010 entre Guadix et Lorca sur 198,8 km. L'Américain Tyler Farrar (Garmin-Transitions) remporte l'étape au sprint. Le Belge Philippe Gilbert (Omega Pharma-Lotto) conserve le maillot rouge de leader.

## Profil de l'étape
Cette étape ne comprend aucun col comptant pour le classement de la montagne. Le parcours est plat et propose une arrivée en descente favorable aux sprinteurs.

## Classement de l'étape

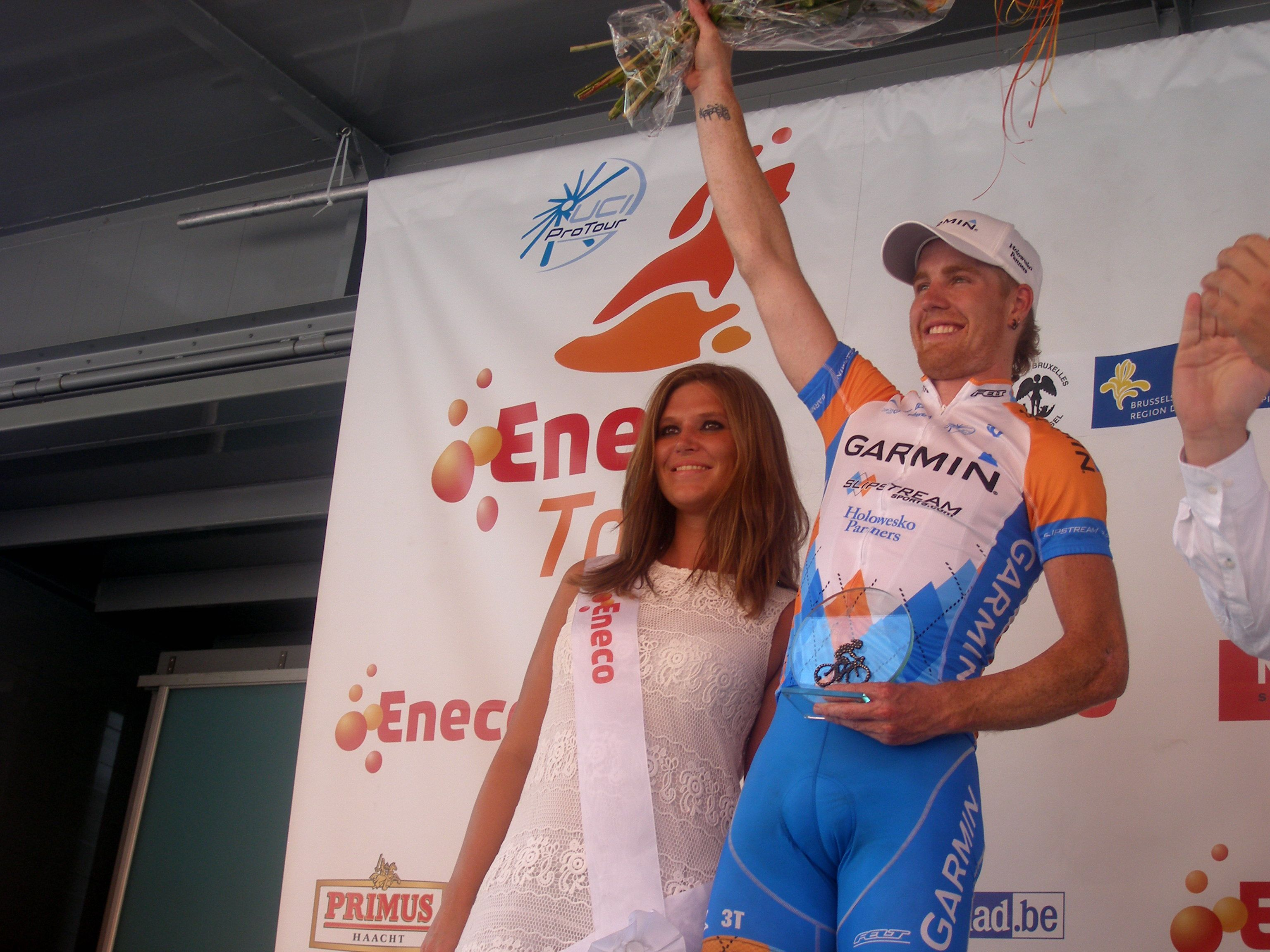
Tyler Farrar (ici en 2009) remporte cette étape au sprint

|    | Coureur             | Pays        | Équipe              |    | Temps           |
| -- | ------------------- | ----------- | ------------------- | -- | --------------- |
| 1  | Tyler Farrar        | États-Unis  | Garmin-Transitions  | en | 5 h 03 min 36 s |
| 2  | Koldo Fernández     | Espagne     | Euskaltel-Euskadi   | +  | 0 s             |
| 3  | Mark Cavendish      | Royaume-Uni | Team HTC-Columbia   |    | 0 s             |
| 4  | Wouter Weylandt     | Belgique    | Quick Step          |    | 0 s             |
| 5  | Alessandro Petacchi | Italie      | Lampre-Farnese Vini |    | 0 s             |
| 6  | Sébastien Chavanel  | France      | FDJ                 |    | 0 s             |
| 7  | Robert Förster      | Allemagne   | Team Milram         |    | 0 s             |
| 8  | Denis Galimzyanov   | Russie      | Team Katusha        |    | 0 s             |
| 9  | Theo Bos            | Pays-Bas    | Rabobank            |    | 0 s             |
| 10 | Greg Van Avermaet   | Belgique    | Omega Pharma-Lotto  |    | 0 s             |

## Classement général
|    | Coureur            | Pays       | Équipe             |    | Temps            |
| -- | ------------------ | ---------- | ------------------ | -- | ---------------- |
| 1  | Philippe Gilbert   | Belgique   | Omega Pharma-Lotto | en | 19 h 00 min 06 s |
| 2  | Igor Antón         | Espagne    | Euskaltel-Euskadi  | +  | 10 s             |
| 3  | Joaquim Rodríguez  | Espagne    | Team Katusha       |    | 10 s             |
| 4  | Vincenzo Nibali    | Italie     | Liquigas-Doimo     |    | 12 s             |
| 5  | Peter Velits       | Slovénie   | Team HTC-Columbia  |    | 16 s             |
| 6  | Tejay van Garderen | États-Unis | Team HTC-Columbia  |    | 29 s             |
| 7  | Xavier Tondo       | Espagne    | Cervélo TestTeam   |    | 49 s             |
| 8  | Fränk Schleck      | Luxembourg | Team Saxo Bank     |    | 50 s             |
| 9  | Rubén Plaza        | Espagne    | Caisse d'Épargne   |    | 54 s             |
| 10 | Ezequiel Mosquera  | Espagne    | Xacobeo Galicia    |    | 55 s             |

## Abandon
Aucun abandon.